# Antonio Poma
Antonio Poma (ur. 12 czerwca 1910 we wsi Villanterio k. Pawii, zm. 24 września 1985 w Bolonii) – włoski duchowny katolicki, kardynał, arcybiskup metropolita Bolonii, przewodniczący Konferencji Episkopatu Włoch.

## Życiorys
Jako chłopiec wstąpił do niższego seminarium duchownego, następnie, po maturze, studiował w Rzymie na Gregorianum. 15 kwietnia 1933 roku przyjął święcenia kapłańskie, a po studiach wrócił do macierzystej diecezji, gdzie po kilku latach wzorowej pracy duszpasterskiej biskup Pawii mianował go swoim sekretarzem. W 1947 roku został rektorem seminarium duchownego. Był nim do 28 października 1951, kiedy Pius XII mianował go biskupem pomocniczym Mantui. Trzy lata później, 8 września 1954 roku został ordynariuszem, przeprowadzając na tym stanowisku szereg reform w diecezji. Uczestniczył w Soborze Watykańskim II i z wielką energią wprowadzał w życie jego postanowienia. 16 lipca 1967 roku Paweł VI mianował go koadiutorem arcybiskupa Bolonii. W następnym roku, 12 lutego 1968 został bolońskim metropolitą, a 28 kwietnia 1969 roku otrzymał kapelusz kardynalski. W tym samym roku wybrano go na przewodniczącego Konferencji Episkopatu Włoch. Uczestniczył w obu konklawe w 1978 roku. Po wstąpieniu na tron Piotrowy Jana Pawła II, w związku z upływem dwóch kadencji, złożył rezygnację z funkcji przewodniczącego, ale na prośbę Papieża pełnił ją jeszcze kilka miesięcy. W związku z ciężką chorobą serca w następnym roku zrezygnował także z kierowania archidiecezją. Zmarł w bolońskiej klinice i został pochowany w podziemiach katedry św. Piotra w Bolonii.

## Źródło
- Wielka Encyklopedia Jana Pawła II, Edipresse Warszawa 2005, ISBN 83- 60160-09-0